# Denis-Simon de Marquemont
Denis Simon de Marquemont ou Denys Simon, (né à Paris en 1572 et mort à Rome en 1626) est un archevêque et cardinal.

## Biographie
Il est fils de Denis Simon, seigneur de Marquemont, secrétaire du Roi, et de sa femme Marie Roillart.
En 1603 il est ordonné prêtre du diocèse de Paris.
Très tôt il entre dans la diplomatie : il est membre de la délégation qui va négocier l’absolution de Henri IV auprès du Pape Clément VIII; le Roi Louis XIII le nomme chargé d’affaires par intérim auprès du Pape Paul V; en 1622 il est à nouveau envoyé à Rome comme adjoint de l’ambassadeur.
Il a aussi une carrière ecclésiastique romaine : Clément VIII le nomme camérier, le pape Urbain VIII président de Congrégations.
En 1612 il est nommé archevêque de Lyon par le Roi. Il visite alors de nombreuses paroisses de son diocèse. Les procès-verbaux de ses visites ont été conservés. Il fut aussi prieur de Locamand en 1618.
Il facilite l'implantation de plusieurs communautés religieuses dont la Visitation, les prêtres de l'Oratoire, le Carmel, le Tiers-Ordre franciscain, l'ordre du Verbe incarné, les Carmes déchaussés, les Feuillants, les Ursulines, les Récollets.
En 1626 il est créé cardinal titulaire de la Trinité-du-Mont par le pape Urbain VIII et meurt cette même année à Rome. Il lègue à l'église de la Charité de Lyon de nombreux objets de culte, des tableaux, des objets d'art, des reliques.

## Sources
- Denis-Simon de Marquemont, Harangue prononcée en la sale du Petit Bourbon, le 27. octobre 1614. à l'ouverture des Estats tenus à Paris, Sebastien Cramoisy, 1615. [Lire en ligne sur le site Numelyo (page consultée le 15-05-2019)]